# Андерсон (Южная Каролина)
Андерсон (англ. Anderson) — город и административный центр одноимённого округа в штате Южная Каролина в Соединённых Штатах Америки.
Согласно результатам переписи населения США, проведённой в 2020 году, число жителей города составляло 28 106 человек, что, для такого небольшого населённого пункта, существенно больше (+ 5,3%), чем было во время предыдущей переписи прошедшей в 2010 году (26 686 человек). Это делает Андерсон 16-м по численности населения городом в Южной Каролине.

## История
В доколумбову эпоху на этих землях жили коренные американцы из народа чероки. Во время Американской революции чероки встали на сторону британцев. После Войны за независимость США земли чероки были приобретены в качестве военных репараций и колонизированы. 
В 1791 году Законодательное собрание Южной Каролины создало округ Вашингтон, в который вошли округа Гринвилл, Андерсон, Окони и Пикенс. Затем округ Вашингтон был разделён на округа Гринвилл и Пендлтон. Андерсон, Пикенс и Окони вошли в состав недавно созданного округа Пендлтон. 
Округ Андерсон, как и город, был основан в 1826 году и в 1828 году стал частью Андерсонского суда, отдельного от округа Пендлтон. Название «Андерсон» дано в честь Роберта Андерсона, который участвовал в Войне за независимость и исследовал этот регион в середине XVIII века. 
В 1851 году в Андерсоне была основана женская семинария, которая была названа в честь Уильяма Буллейна Джонсона; год спустя семинария была переименована в Университет Джонсона, позднее преобразованный в Университет Андерсона. По состоянию на октябрь 2022 года это был крупнейший частный университет в штате.
Во время Гражданской войны в США Университет Джонсона был закрыт и преобразован в казначейство Конфедерации. 1 мая 1865 года армия Союза вторглась в Андерсон в поисках казны южан. Казначейство было разграблено, а главное здание университета использовалось в качестве штаб-квартиры. В ходе этих событий произошла небольшая стычка между северянами и южанами, в ходе которой погибло два человека, но стараниями местных краеведов, постаравшихся придать этим событиям максимальную значимость, в американской историографии они называются, ни много ни мало, битвой при Андерсоне.
В 1902 году жители Андерсона воздвигли 38-футовый памятник солдатам Конфедерации, который расположен напротив здания окружного суда. Надпись на памятнике гласит: «Мир ещё решит в ясном, далеком свете истины, что солдаты, носившие серые мундиры и погибшие вместе с Ли, правы».
Андерсон стал одним из первых городов на юго-востоке США, где появилось электричество. Электроснабжение Андерсона было налажено Уильямом К. Уитнером в 1895 году благодаря гидроэлектростанции на реке Роки, благодаря чему город получил неофициальное прозвище «Электрический город». 
Андерсон — самый маленький из трёх основных городов, составляющих северную часть штата, и его также называют «Самым дружелюбным городом Южной Каролины».

## География
Город Андерсон расположен в северо-западной части Южной Каролины, на плато Пидмонт примерно в часе езды от Голубого хребта и в 4 часах езды от атлантического побережья штата. Он находится недалеко от межштатной автомагистрали I-85 и в 120 милях (190 километрах) от Атланты и в 140 милях (230 км) от Шарлотты. 
В соответствии с данными указанными на сайте центрального статистического органа страны — Бюро переписи населения США, общая площадь города составляет 15,87 квадратных мили (41,1 км²), из которых 15,83 квадратных мили (41,0 км²) занимает суша, а 0,04 квадратных мили (0,10 км² или 0,25%) приходится на водную поверхность.